# Harald Svanström
Gustaf Harald Svanström, född 31 december 1856 i Lillhärads socken, Västmanlands län, död den 30 januari 1935 i Stockholm, var en svensk militär.
Svanström blev underlöjtnant vid Livregementets grenadjärkår 1876 och löjtnant där 1886. Han befordrades till kapten vid Norrlands trängbataljon 1893 och blev major och chef för Västmanlands trängkår 1905. Svanström var överstelöjtnant och chef för nämnda kår 1908–1916 och blev överste i armén 1914. Han blev riddare av Svärdsorden 1896.